# Heinrich Kuhn (Schriftsteller)
Heinrich Kuhn (* 29. Dezember 1939 in Uznach, Kanton St. Gallen) ist ein Schweizer Schriftsteller.

## Leben
Heinrich Kuhn war nach dem Besuch des Lehrerseminars Rorschach zunächst vier Jahre Lehrer im Toggenburg. Danach absolvierte er in Bern eine Berufsschullehrerausbildung. In der Folge unterrichtete er an der Schule für Gestaltung St. Gallen im Vorkurs und in der Grafikfachklasse in den Bereichen Textgestaltung und Konzept. Daneben arbeitete er als freier Texter. Von 1994 bis 2017 lebte und arbeitete er in Paris und St. Gallen, seit 2017 wieder ausschliesslich in St. Gallen. Kuhn ist verheiratet und hat einen Sohn und eine Tochter.
Kuhn ist Verfasser von Romanen, Erzählungen und Hörspielen. Er erhielt u. a. Auszeichnungen der Stadt St. Gallen, des Kantons Zürich, der Schweizerischen Schillerstiftung und mehrere Werkförderungen von Pro Helvetia. Zusammen mit dem Schweizer Schriftsteller Christoph Keller veröffentlichte er Romane und Kurzprosa unter dem Namen Keller+Kuhn.
Kuhn ist Mitglied des Verbandes Autorinnen und Autoren der Schweiz.

## Werke

### Prosa
- Zu einer Dramatisierung der Lage besteht kein Anlass. 30 Prosatexte. Arche, Zürich 1979, ISBN 3-7160-1667-5.
- Schatz und Muus. Erzählung. Lenos, Basel 1986, ISBN 3-85787-144-X (= Litprint, Band 19)
- Der Traumagent. Erzählungen. Lenos, Basel 1987, ISBN 3-85787-162-8.
- Boxloo. Eine Erzählung. Lenos, Basel 1989, ISBN 3-85787-187-3.
- Harrys Lächeln. Erzählungen. Lenos, Basel 1992, ISBN 3-85787-212-8.
- Unterm Strich. Roman (mit Christoph Keller). Econ, Düsseldorf / Wien 1994, ISBN 3-612-27086-9.
- Die blauen Wunder. Fax-Roman (mit Christoph Keller). Reclam, Leipzig 1997, ISBN 3-379-00761-7.
- Haus am Kanal. Roman. Rotpunktverlag, Zürich 1999, ISBN 3-85869-173-9.
- Sonnengeflecht. Roman. Rotpunktverlag, Zürich 2002, ISBN 3-85869-246-8
- Der Stand der letzten Dinge. Roman (mit Christoph Keller). Limmat, Zürich 2008, ISBN 978-3-85791-547-5.
- Wolkilopen, Wolkefanten, Wolkodile. Maag&Minetti - Stadtgeschichten. mit Christoph Keller: Zeichnungen von Beni Bischof. miromente - Sonderausgabe, A-6900 Bregenz. ISSN 1816-711X
- Alles Übrige ergibt sich von selbst.Maag&Minetti-Geschichten. mit Christoph Keller: Zeichnungen von Beni Bischof, Edition Literatur Ostschweiz, St. Gallen 2015, ISBN 3-7291-1148-5. ISBN 978-3-7291-1148-6

### Hörspiele
- Schatz und Muus. DRS 1, 1990
- Paarpatt. DRS 2, 1992
- Baller wird staunen. DRS 2, 1993
- Absetzung vom Spielplan. DRS 2, 1994